# Henry Williams
Henry Williams (Indianapolis, Indiana, 6. lipnja 1970.) umirovljeni je američki profesionalni košarkaš. Izabran je u 2. krugu (44. ukupno) NBA drafta 1992. od strane San Antonio Spursa. 

## Sveučilište
Williams je pohađao Sveučilište Charlotte. Pod vodstvom trenera Jeffa Mullinsa igrao je za 49erse od 1988. do 1992. 1992. godine 49ersi su osvojili NCAA prvenstvo. Sveučilišnu karijeru završio je kao vodeći strijelac sveučilišta s 2 383 poena. Uprava sveučilišta odlučila mu je umiroviti dres s brojem 34.

## Profesionalna karijera
Izabran je u 2. krugu (44. ukupno) NBA drafta 1992. od strane San Antonio Spurs. Za Spurse nikad nije zaigrao, a svoju desetogodišnju karijeru proveo je u Europi. Igrao je za talijanske klubove Scaligera Basket Verona, Pallacanestro Treviso i Pallacanestro Virtus Rim. Bio je osvajač šest europskih naslova, a karijeru je završio s prosjekom od 20.2 poena. Osvojio je i brončanu medalju na Svjetskom prvensvtu u Argentini 1990. Danas je pastor u crkvi "New Zion Missionary" u Charlotte, Južna Karolina